# Cerapachys manni
Cerapachys manni är en myrart som beskrevs av W. C. Crawley 1926. Cerapachys manni ingår i släktet Cerapachys och familjen myror. Inga underarter finns listade i Catalogue of Life.